# San José Uitzá
San José Uitzá es una población del municipio de Acanceh en el estado de Yucatán, México.

## Toponimia
El nombre (San José) hace referencia a José de Nazaret y uitzá proviene del idioma maya.

## Hechos históricos
- En 1871 era propiedad de una tal B. Pantoja y la hacienda tenía una máquina de vapor de 6 caballos para procesar henequén.
- En 2000 cambia su nombre de Utizá a San José Uitzá.

## Demografía
Según el censo de 2005 realizado por el INEGI, la población de la localidad era de 0 habitantes.
| 79                          | 97 | 56 | 29 | 21 | 0 | ? | ? | 0 | ? | ? | ? | 0 |
| (Fuente: INEGI [Consultar]) |    |    |    |    |   |   |   |   |   |   |   |   |